# Correspondance secrète, politique et littéraire
La Correspondance secrète, politique et littéraire ou Mémoires pour servir à l'histoire des cours, des sociétés et de la littérature en France depuis la mort de Louis XV est un périodique français édité de 1787 à 1790 à Paris par Louis-François Metra, Guillaime Imbert de Boudeaux et Grimod de La Reynière.
Ce journal reprenait en partie la Correspondance littéraire secrète.